# Tbilisi International Film Festival

Logo des Festivals

Das Tbilisi International Film Festival (georgisch თბილისის საერთაშორისო კინოფესტივალი) ist das bedeutendste Filmfestival in Georgien. Es findet jährlich im Oktober in der georgischen Hauptstadt Tiflis statt.

## Geschichte
Die ersten zwei Festivals 2000 und 2001 fanden zunächst im Rahmen des „Internationalen Festivals der Künste“ in Tiflis (GIFT) statt. 2002 wurde das Filmfestival eine unabhängige Institution.
Organisator des Tbilisi International Film Festivals ist das Cinema Art Centre „Prometheus“. Hauptpartner sind die Internationalen Filmfestspiele Berlin. Es wird vom Nationalen Zentrum für Cinematografie, der Gewerkschaft der Filmschaffenden, der Stadt Tiflis, dem Kulturministerium und dem Goethe-Institut unterstützt.

## Programm
Ziel des Tbilisi International Film Festival ist es, die Filmkunst zu fördern, die georgische Filmbranche zu ermutigen und Kontakte mit Fachleuten aus anderen Ländern zu knüpfen.
Das Festival zeigt jeweils rund 50 Spiel-, Dokumentar- und Kurzfilme. Es gliedert sich in die Sparten „Internationaler Wettbewerb“, „Forum des europäischen Films“, „Georgisches Panorama“, „Dokumentarfilme“, „Retrospektiven“ und „Sonderaufführungen“.
Für den Wettbewerb werden zehn Filme benannt. Aus ihnen wählen drei Jurys den besten Film für den Filmpreis Goldener Prometheus und den besten Regisseur für den Preis Silberner Prometheus aus. Es gibt eine jeweils dreiköpfige Internationale Jury, eine FIPRESCI-Jury und eine Paradschanow-Jury.
Im Rahmen des Festivals werden Meisterklassen für Filmstudenten abgehalten.

## Preise
- Goldener Prometheus
- Silberner Prometheus